# مارك هوفمان (ملحن)
مارك هوفمان (بالإنجليزية: Marc Hoffman)‏ هو عازف جاز وملحن أمريكي، ولد في 16 أبريل 1961.

## وصلات خارجية
- الموقع الرسمي